# 動物の器官形成
この項では動物の胚発生において内胚葉・中胚葉・外胚葉が内臓に発達する過程としての動物の器官形成（どうぶつのきかんけいせい、英: organogenesis、-器官発生とも訳される）について述べる。（原語の "organogenesis" はギリシャ語で「それによって機能が実現するところのもの」を意味する όργανον と、「起源、創造、発生」を意味する γένεσις の複合語である。）
人間の場合、着床から3-8週のうちに内臓の発達が始まる。器官形成において、胚葉は陥入、分離、凝縮の3段階を経て分化する。
脊索動物の場合、この段階の初期で発達するのは神経管と脊索である。脊椎動物は全て原腸胚から同様に分化する。
脊椎動物は神経堤を発達させ、それが骨、筋肉、末梢神経系といった様々な構造へと分化する。体腔は体節の向きに沿って中胚葉から分離形成される。

## 形成
3つの胚葉から形成される各器官は以下のとおりである。
| 胚葉   | カテゴリ | 形成器官                   |
| ------ | -------- | -------------------------- |
| 内胚葉 | 全般     | 消化器                     |
| 内胚葉 | 脊椎動物 | 呼吸器                     |
| 内胚葉 | 全般     | 内分泌器の腺、肝臓、膵臓   |
| 中胚葉 | 全般     | 骨格                       |
| 中胚葉 | 全般     | 循環器の殆ど               |
| 中胚葉 | 全般     | 消化管の結合組織、外皮系   |
| 中胚葉 | 全般     | 消化器                     |
| 中胚葉 | 全般     | 間葉                       |
| 中胚葉 | 全般     | 中皮                       |
| 中胚葉 | 全般     | 筋肉                       |
| 中胚葉 | 全般     | 腹膜                       |
| 中胚葉 | 全般     | 生殖器                     |
| 中胚葉 | 全般     | 排出系                     |
| 中胚葉 | 脊椎動物 | 脊索中胚葉                 |
| 中胚葉 | 脊椎動物 | 沿軸中胚葉                 |
| 中胚葉 | 脊椎動物 | 中間中胚葉                 |
| 中胚葉 | 脊椎動物 | 側板中胚葉                 |
| 外胚葉 | 全般     | 神経系                     |
| 外胚葉 | 全般     | 外皮系                     |
| 外胚葉 | 脊椎動物 | 皮膚（腺、毛髪、爪を含む） |
| 外胚葉 | 脊椎動物 | 口腔と鼻腔の上皮細胞       |
| 外胚葉 | 脊椎動物 | 眼の水晶体と角膜           |
| 外胚葉 | 脊椎動物 | メラニン細胞               |
| 外胚葉 | 脊椎動物 | 末梢神経系                 |
| 外胚葉 | 脊椎動物 | 顔の軟骨                   |
| 外胚葉 | 脊椎動物 | 歯の象牙質                 |
| 外胚葉 | 脊椎動物 | 脳（菱脳、中脳、前脳）     |
| 外胚葉 | 脊椎動物 | 脊髄、運動ニューロン       |
| 外胚葉 | 脊椎動物 | 網膜                       |
| 外胚葉 | 脊椎動物 | 脳下垂体後葉               |